# Brett McLean
Brett McLean, född 14 augusti 1978 i Comox, British Columbia, är en kanadensisk före detta professionell ishockeyspelare (center).
Brett har spelat i National Hockey League med klubbarna Chicago Blackhawks, Colorado Avalanche och Florida Panthers.